# ویلیام پنجم، مرزبان مونفروا
ویلیام پنجم، مرزبان مونفروا (انگلیسی: William V, Marquess of Montferrat; - ۱۱۱۵–۱۱۹۱ میلادی)، مرزبان مونفروا از سال ۱۱۳۶ تا ۱۱۹۱ و یکی از نجبای صلیبی در طول جنگ‌های صلیبی دوم و سوم بود که از مهم‌ترین نبردهای وی می‌توان به نبرد حطین اشاره کرد که وی در آنجا اسیر شد.